# Ernst-Erich Stender

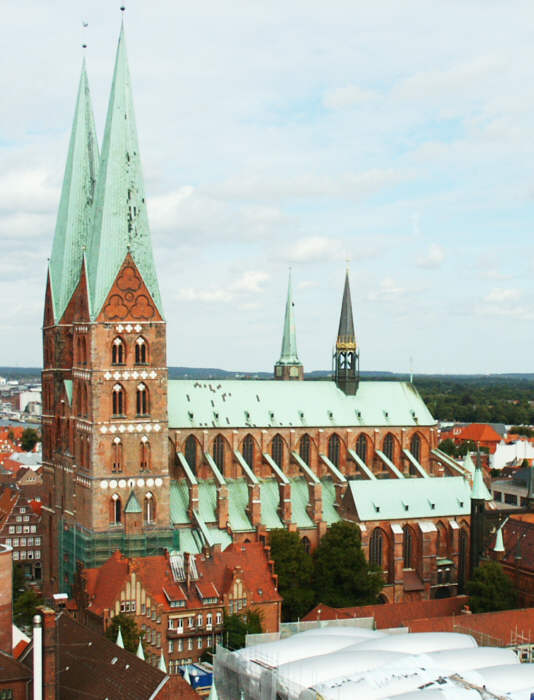
Marienkirche zu Lübeck

Ernst-Erich Stender (* 11. April 1944 in Tönning) ist ein deutscher Kirchenmusiker und Organist.

## Leben
Ernst-Erich Stender legte 1972 sein A-Examen an der Musikhochschule Lübeck ab. Von 1973 bis 2009 war er, als Nachfolger von Walter Kraft, Organist an der Lübecker Marienkirche. Er ist Kirchenmusikdirektor der Nordelbischen Kirche und lehrte als Professor an der Musikhochschule Lübeck.
1976 gründete er Ornament Records, ein Musiklabel für Tonaufnahmen der Orgelliteratur und Kirchenmusik.
Seine rege internationale Konzerttätigkeit machte ihn in Europa, Nordamerika und Japan besonders bekannt. Zahlreiche Platteneinspielungen, darunter eine komplette Werkausgabe des Marienorganisten Dietrich Buxtehude, und insbesondere die Bearbeitungen von klassischen Sinfonien für die Orgel zeichnen ihn aus.
Durch die in St. Marien noch erhaltene Arbeitsteilung zwischen Organist und dem für den Chorgesang zuständigen Kantor, zugleich Leiter der Lübecker Knabenkantorei, konnte sich Ernst-Erich Stender ausschließlich auf das Orgelspiel konzentrieren. In St. Marien gab er jährlich 30 bis 40 Konzerte. 1974 und 1985 interpretierte er das gesamte Orgelwerk Johann Sebastian Bachs.
Die von Walter Kraft wieder aufgenommene Tradition der von Franz Tunder und Dietrich Buxtehude begonnenen Lübecker Abendmusiken setzte er als Reihe von abendlichen Orgelkonzerten im Juli und August fort.